# Шинкар Петро Михайлович
Петро Михайлович Шинкар (нар. 1897, с.Харківці, Полтавська губернія — пом. 1983, Філадельфія, США) — український учений-хімік, політичний діяч, член-основоположник УРДП. Похований на українському православному  на Цвинтар святого Андрія Баунд-Бруці, штат Нью-Джерсі.

## Життєпис
Петро Шинкар народився на Полтавщині.
До війни — доцент Воронізького лісогосподарського інституту, згодом — керівник наукової експедиції в Донбасі, яка досліджувала вплив індустріальних відходів на сільськогосподарські культури.
За німецької окупації Петро Шинкар був активним учасником націоналістичного підпілля. Був головою відділу народної освіти і керівником місцевої організації ОУН (б) та «Просвіти» в місті Слов'янську. Редактор «Донецької газети» (березень-травень 1943 р.).
Арештований німцями на початку травня 1943 року. З початку його вивезли до Краматорська, а потім разом з іншими арештованими, що звинувачувалися в приналежності до ОУН, було відправлено у центральну в'язницю СД Північного Донбасу, що розташовувалася в Горлівці. Звільнений на початку вересня 1943 року.
Після закінчення війни виїхав на Захід. Петро Шинкар був одним з основоположників Української революційно-демократичної партії. Помер в 1983 році в Філадельфії